# Río Paquiria
Der Río Paquiria ist ein etwa 96 km langer rechter Nebenfluss des Río Urubamba im Osten von Peru in der Region Cusco. 

## Flusslauf
Der Río Paquiria entspringt im Nordosten des Distrikts Echarati in der Provinz La Convención auf einer Höhe von ungefähr 480 m. Das Quellgebiet liegt nördlich der ersten Höhenkämme der peruanischen Ostkordillere. Der Río Paquiria fließt anfangs 18 km nach Norden und wendet sich im Anschluss in Richtung Westnordwest. Bei Flusskilometer 35 trifft der Río Cashantiari von Süden kommend auf den Fluss. Dieser mündet schließlich auf einer Höhe von etwa 300 m 32 km nordnordwestlich des Distriktverwaltungszentrums Camisea in den nach Nordosten strömenden Río Urubamba. 2,5 km oberhalb der Mündung des Río Paquiria liegt am rechten Flussufer des Río Urubamba die Eingeborenensiedlung Nueva Luz. Der Río Paquria weist auf seinem Lauf durch das Amazonastiefland zahlreiche Flussschlingen auf.

## Einzugsgebiet
Der Río Paquiria entwässert ein Areal von etwa 850 km². Dieses liegt im Nordosten des Distrikts Megantoni und reicht im Süden bis an die Voranden. Das Gebiet ist mit tropischem Regenwald bedeckt. Das Einzugsgebiet des Río Paquiria oberhalb von Flusskilometer 65 liegt in der Reserva Territorial Kugapakori, Nahua, Nanti y otros, einem Schutzgebiet für die dort isoliert lebende indigene Bevölkerung. Das Einzugsgebiet des Río Paquiria grenzt im Norden und im Osten an das des Río Mishahua, im zentralen Süden an das des Río Camisea sowie im Südwesten an das des oberstrom gelegenen Río Urubamba.